# Ateizm Derneği

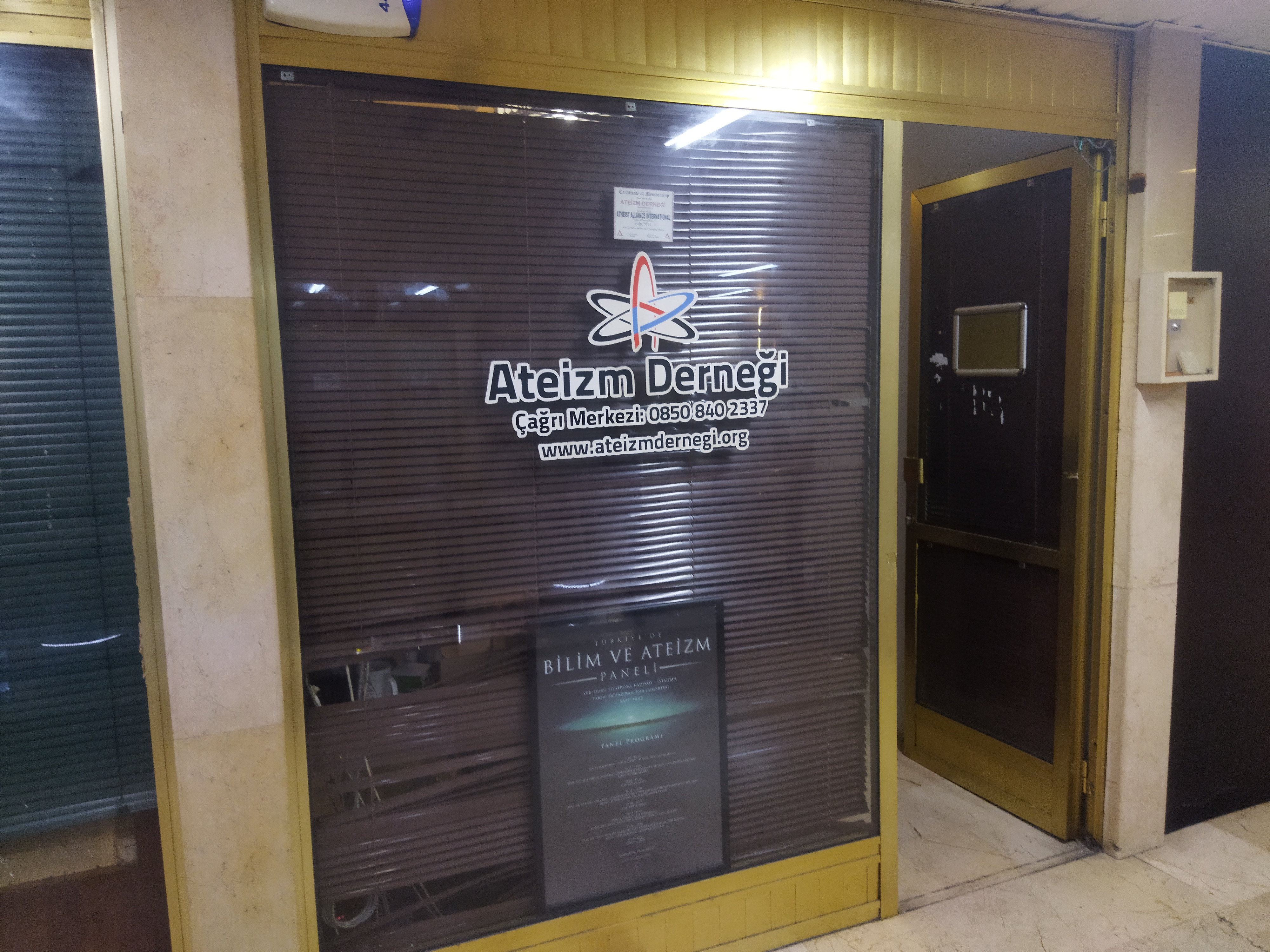
Filiale di Istanbul Ateizm Derneği.

Ateizm Derneği (in italiano: Associazione dell'ateismo) è un'organizzazione turca senza scopo di lucro fondata il 16 aprile 2014 per la promozione del concetto di ateismo e serve a sostenere le persone irreligiose e i liberi pensatori in Turchia che sono discriminati in base alle loro opinioni. Atheism Association ha sede a Kadıköy, Istanbul. A partire dal 2019 il suo presidente è Selin Özkohen.